# 日下このみ
日下 このみ（くさか このみ、1996年〈平成8年〉1月12日 - ）は、日本のタレント・振付師。女性アイドルグループ・NMB48の元メンバーである。大阪府出身。

## 略歴
2011年
- 12月25日、「NMB48第3期生オーディション」に合格。

2012年
- 2月18日、NMB48劇場で3期研究生としてお披露目。
- 4月29日、NMB48 3期研究生「会いたかった」公演で初公演。
- 8月7日、小林莉加子と共にYES-fm「NMB48のじゃんぐる♥レディOh」火曜日の初代パーソナリティに就任。

2014年
- 11月30日、NMB48劇場で初の独演会を開催[2]。

2015年
- 6月19日、NMB48シングル「ドリアン少年」収録曲の「心の文字を書け！」で、AKB48グループとして初の、メンバーによる振付を担当することを発表[3]。

2018年
- 6月11日、アイドルグループLove Cocchiの「Love Docchi♡」（ラストアイドル4thシングル「Everything will be all right」収録曲）の振付を担当することを発表[4]。

2019年
- 1月28日、NMB48チームN「目撃者」公演でNMB48を卒業。

2021年
- 1月に発表された、アイドルグループmignonの『恋のWANNA!』り付けを担当[5]。
- 4月に発売された、松竹芸能の芸人で結成されたザ・トキメキハニーズの『みんな元気にグータッチ！』の振り付けを担当[6]。

## 人物
- 公式ニックネームは「このみん」[7]。
- NMB48加入以前のダンス歴は「jazz 8年、girls hiphop 1年、hiphop 1年」[8]。
- 2013年9月から小林莉加子の休業中4か月間は、室加奈子と「じゃんぐる♥レディOh！」火曜日パーソナリティを務めた[9]。
- 初めて「NMB48の曲の振付をしたい」と訴えた際には、スタッフから「それはメンバーの仕事ではない」と断られた。その後も訴え続け、「AKB48のオールナイトニッポン」に出演した際に秋元康の耳に入るなどした結果、実現に至る。[10]
- 秋元康から「NMB48の秘密兵器」と呼ばれる[11]。
- 日下このみ独演会（主にトーク）の開催は3度。2014年11月30日、NMB48劇場での「独演会 其之壱」[2]。2015年3月22日、NMB48劇場での「独演会 其之弐」[12]。2015年10月21日、ワールド記念ホール「NMB48 5th Anniversary LIVE」での前座独演会である。
- 2014年に梅田彩佳がAKB48からNMB48へ異動し、チームメイトとなる。梅田の卒業後も、YouTubeチャンネル「うめch」で共演するなど関係が続く[13]。日下が卒業を決めた際には梅田に最初に話をした[10]。
- 林萌々香とはプライベートでも仲が良く、習慣的に共通の好物であるスパイスカレーを食べに行く[14]。
- 卒業発表時に今後の目標を「ダンサー、振付師になる」ことと語る[15]。

## NMB48での参加曲

### シングル選抜曲
NMB48名義
- 「ナギイチ」に収録
  - 理不尽ボール - 「アンダーガールズ」名義
- 「ヴァージニティー」に収録
  - ちょっと猫背
- 「北川謙二」に収録
  - 眠くなるまで羊は出て来ない
- 「僕らのユリイカ」に収録
  - 奥歯 - 「白組」名義
- 「カモネギックス」に収録
  - もう裸足にはなれない - 「難波鉄砲隊其之四」名義
- 「高嶺の林檎」に収録
  - 水切り - 「紅組名」義
- 「らしくない」に収録
  - スターになんてなりたくない - 「Team BII」名義
- Don't look back!
  - ロマンティックスノー - 「Team BII」名義
- ドリアン少年
  - 心の文字を書け! - 「Team BII」名義
- Must be now
  - 空腹で恋愛をするな - 「Team BII」名義
- 甘噛み姫
  - フェリー - 「Team BII」名義
- 「僕はいない」に収録
  - 妄想マシーン3号機 - 「Team BII」名義
- 「僕以外の誰か」に収録
  - 孤独ギター - 「Team N」名義
- 「ワロタピーポー」に収録
  - どこかでキスを - 「Team N」名義
- 「欲望者」に収録
  - 阪急電車 - 「Team N」名義
- 「僕だって泣いちゃうよ」に収録
  - 嘘つきマシーン - 「Team N」名義

AKB48名義
- 「ギンガムチェック」に収録
  - あの日の風鈴 - 「ウェイティングガールズ」名義
- 「君はメロディー」に収録
  - しがみついた青春 - 「NMB48」名義

### アルバム選抜曲
NMB48名義
- 「てっぺんとったんで!」に収録
  - てっぺんとったんで!
  - アーモンドクロワッサン計画 - 「team BII」名義
- 「世界の中心は大阪や 〜なんば自治区〜」に収録
  - 君にヤラレタ - 「Team BII」名義
- 「難波愛～今、思うこと～」に収録
  - 難波愛

AKB48名義
- 『1830m』に収録
  - 青空よ 寂しくないか?

## 振付曲
- NMB48 
  - 心の文字を書け!
  - 空腹で恋愛をするな
  - フェリー
  - 妄想マシーン3号機
  - 僕以外の誰か（日下このみダンシングバージョン）
  - 孤独ギター
  - どこかでキスを
  - 阪急電車
  - 嘘つきマシーン
- Love Cocchi
  - Love Docchi♡
- STU48
  - ポニーテールをほどいた君を見た
- 横野すみれ
  - ひどいわ[16]

## 出演

### ラジオ
- NMB48のじゃんぐる♥レディOh!（2012年8月7日 - 2014年4月1日、YES-fm）
- AKB48のオールナイトニッポン（2015年3月4日／2015年7月15日 、ニッポン放送）